# Monte Quemado
Monte Quemado è una città dell'Argentina, appartenente alla provincia di Santiago del Estero, capoluogo del dipartimento di Copo.

## Geografia
Monte Quemado è situato nel nord della provincia di Santiago del Estero, al margine della regione boscosa de El Impenetrable. La cittadina è situata a 336 km a nord-est del capoluogo provinciale Santiago del Estero.

## Storia
Negli anni venti del XX secolo l'area occupata dall'odierna cittadina fu raggiunta da un ramo della ferrovia General Belgrano. Monte Quemado fu fondato ufficialmente il 5 ottobre 1932, sebbene nell'area sorgessero alcune abitazioni di coloni sparse. Sei anni più tardi iniziarono ad essere tracciate le prime strade del centro abitato. L'economia del territorio era strettamente legata allo sfruttamento dei vasti boschi di quebracho e all'allevamento. I primi pionieri dovettero però interfacciarsi con alcuni gravi problemi che rendevano particolarmente difficile il popolamento di Monte Quemado come l'assenza di acqua, le condizioni climatiche e l'isolamento. Nei primi decenni di vita le scorte idriche furono garantite da appositi treni. 
Solamente nel 1977 Monte Quemado fu raggiunta da un canale idrico derivato dal Río Salado.

## Infrastrutture e trasporti
Monte Quemado è attraversata dalla strada nazionale 16 che unisce la provincia del Chaco con quella di Salta.